# Arvfurste
Arvfurste eller arvfurstinna, även  arvprins eller arvprinsessa, är titlar för en person som har arvsrätt till ett (stor)hertigdöme, markgrevskap, lantgrevskap, furstendöme eller kungadöme.

## Internationellt bruk
Titeln har sitt ursprung i Tyskland där den brukades för den medlem av ett furstehus som stod närmast i tur att ärva tronen. Kronprins var då alltså ett specialfall, i form av en arvfurste på tur att ärva specifikt ett kungadöme. 
I Danmark har titeln använts av prins som stått närmast i tur att ärva tronen, men inte varit den regerande kungens äldste son och därmed inte kronprins. 
I dubbelmonarkin Österrike-Ungern användes titeln på liknande sätt som i det allmännare svenska bruket, även om ärkehertig var den titel som var i dagligt bruk.

## Svenskt bruk

Arvfurstehatt, buren av blivande kung Karl X Gustav vid drottning Kristinas kröning 1650.

I och med att Sverige omvandlades från ett valrike till ett arvrike genom Västerås arvförening 1544 blev arvfurste en titel för samtliga manliga tronarvingar. Först på 1700-talet kom tronföljaren att tituleras kronprins. I 1772 års regeringsform gjordes skillnad på arvfurstarna och "Prinsarne af Svenska Blodet, som äro längre ifrån Kronan". Detta var efter franskt mönster där vissa kungliga prinsar kallades prince du sang. Denna åtskillnad behölls inte i 1809 års regeringsform som gav alla manliga tronarvingar titeln Sveriges arvfurste. Titeln gick förlorad tillsammans med arvsrätten för den som gifte sig i strid med successionsordningen. Sigvard Bernadotte, som förlorade titeln på detta sätt 1934, ansökte till Europadomstolen om att få den tillbaka men avled kort därefter.
Då full kognatisk tronföljd infördes 1980 ändrades titeln till Prins av Sverige respektive Prinsessa av Sverige. Dessa titlar infördes i statskalendern från år 1983. En motion av Birger Hagård om att återinföra den äldre titulaturen avstyrktes av Konstitutionsutskottet år 1985 med hänvisning till 1979 års revision av successionsordningen.
Drottning Kristina är den enda som titulerats arvfurstinna i Sverige. Eftersom agnatisk tronföljd varit vanligast har kvinnliga medlemmar av kungahuset saknat arvsrätt och burit titeln Sveriges prinsessa. 
Titeln arvprins har använts synonymt till arvfurste, men också för kronprinsens son och andra prinsar på andra plats i tronföljden, i synnerhet om prins Gustaf Adolf (1906-1947).